# Geneneind
Het Geneneind is een buurtschap  in het buitengebied van Bakel, Gemert-Bakel in de Nederlandse provincie Noord-Brabant.

## Geschiedenis
Het Geneneind was vroeger een gedeelte van het gehucht Esp. Op de kadasterkaart is te zien dat er verschillende boerderijen en kleine gebouwen een redelijk grote nederzetting vormden. Op het kaartje is te zien dat er een beek loopt, dat is de Esperloop, die nu vandaag de dag nog steeds op dezelfde plek ligt. Er is nog één echte oude langgevelboerderij die in de straat nog overeind staat, dat is de boerderij op nr. 18 die in 1846 gebouwd is.

## Monumenten
Op het Geneneind zijn verschillende monumenten terug te vinden:
- Geneneind 2-2a: langgevelboerderij
- Geneneind 4: langevelboerderij
- Geneneind 5:
- Geneneind 12-12a: langevelboerderij & bakhuis
- Geneneind 16: schuur voor het huis
- Geneneind 18: langgevelboerderij, gebouwd in 1846

## Sportpark Geneneind
Op het sportpark Geneneind zijn verschillende sportverenigingen te vinden. Bakel heeft een vrij groot sportpark ten opzichte van de andere dorpskernen binnen de gemeenten. Op het sportpark zijn onder ander te vinden: voetbalvereniging Bavos, hockeyclub Bakel, tennisvereniging De Sprenk, Jeu de Boulesclub Du-Tjut, KPJ (Katholieke Plattelands Jongeren) Bakel en handbalvereniging Acritas. Begin 2011 is sporthal 't Zand op het sportpark gebouwd, waarin de handbalvereniging kan trainen en wedstrijden spelen.